# Транспортне Командування Збройних сил США
Тра́нспортне Кома́ндування Збро́йних сил США (англ. United States Transportation Command) (USTRANSCOM або TRANSCOM) — вище об'єднання видів Збройних сил США і є одним з десяти подібних структур у складі міністерства оборони США.
Транспортне Командування відповідає за підготовку та проведення транспортування морем, повітрям та по суходолу в мирний та воєнний час.
Штаб-квартира командування розташована на базі ПС США Скотт, Іллінойс.

## Список командувачів
| No. | Фото | Прізвище                         | Початок | Кінець |
| --- | ---- | -------------------------------- | ------- | ------ |
| 1.  |      | генерал Дуейн Кассіді, ПС США    | 1987    | 1989   |
| 2.  |      | генерал Гансфорд Джонсон, ПС США | 1989    | 1992   |
| 3.  |      | генерал Рональд Фоглемен, ПС США | 1992    | 1994   |
| 4.  |      | генерал Роберт Рутерфорд, ПС США | 1994    | 1996   |
| 5.  |      | генерал Вальтер Кросс, ПС США    | 1996    | 1998   |
| 6.  |      | генерал Чарльз Робертсон, ПС США | 1998    | 2001   |
| 7.  |      | генерал Джон Генді, ПС США       | 2001    | 2005   |
| 8.  |      | генерал Нортон Шварц, ПС США     | 2005    | 2008   |
| 9.  |      | генерал Дункан Макнабб, ПС США   | 2008    | 2011   |
| 10. |      | генерал Вільям Фрезер, ПС США    | 2011    | 2014   |
| 11. |      | генерал Пол Сельва, ПС США       | 2014    | 2015   |
| 12. |      | генерал Даррен МакДью, ПС США    | 2015    | 2018   |
| 13. |      | генерал Стівен Лайонз, Армія     | 2018    | 2021   |
| 14. |      | генерал Жаклін Ван Овост, ПС США | 2021    |        |